# Rhododendron aganniphum
Rhododendron aganniphum är en ljungväxtart som beskrevs av Isaac Bayley Balfour och Kingdon-Ward. Rhododendron aganniphum ingår i släktet rododendron, och familjen ljungväxter.

## Underarter
Arten delas in i följande underarter:
- R. a. flavorufum
- R. a. schizopeplum

## Bildgalleri

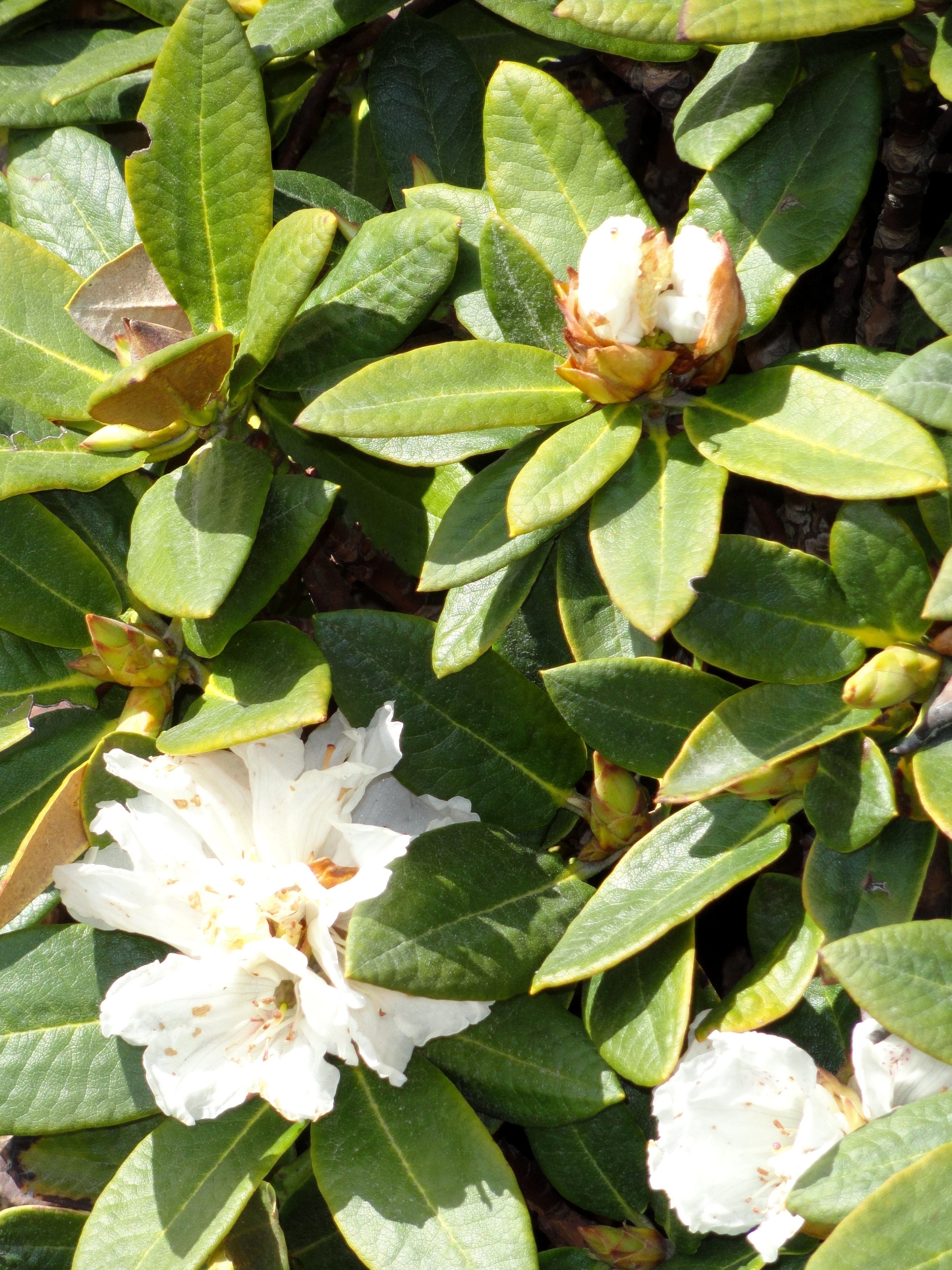
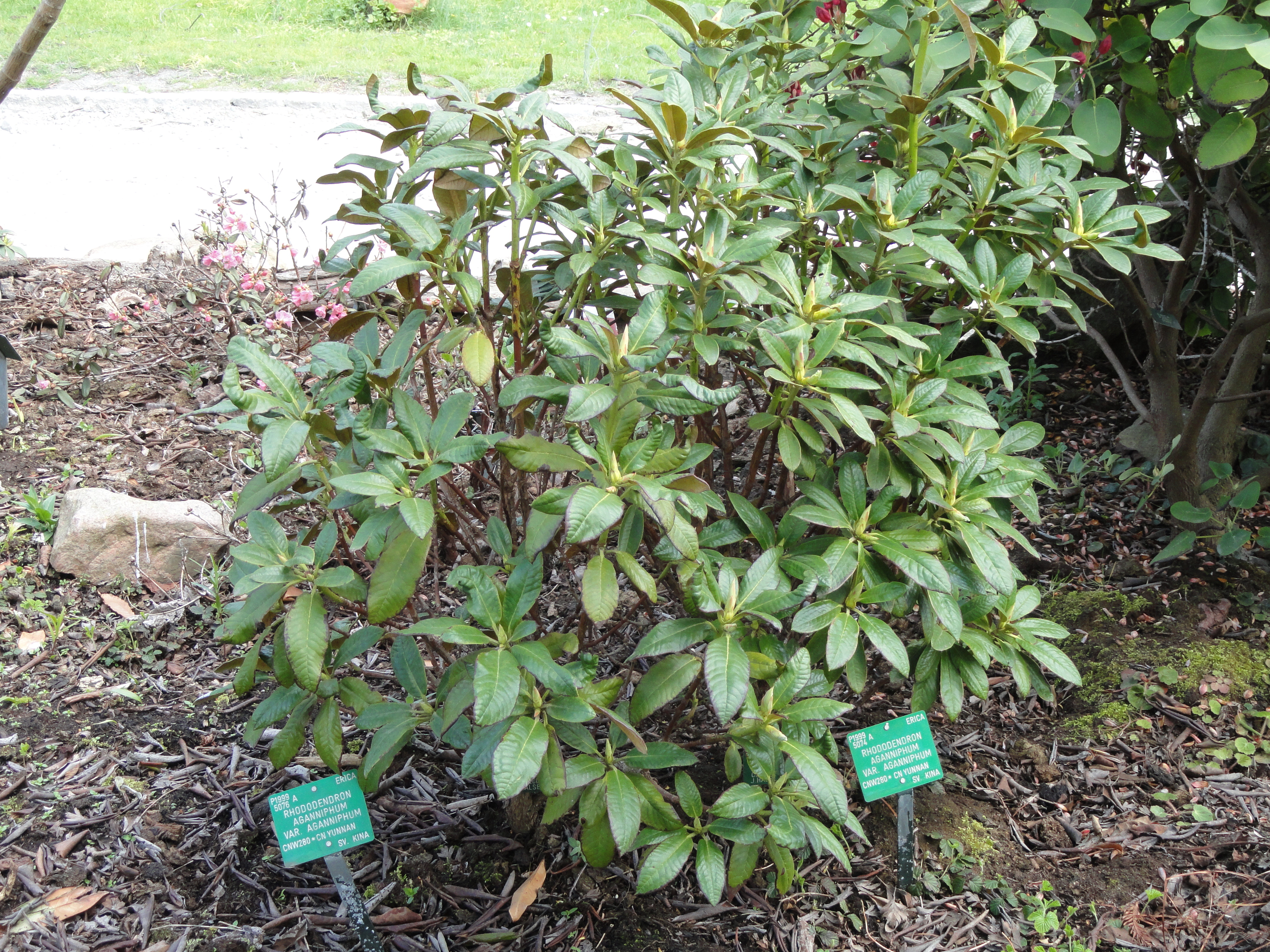